# Acanthodica daunus
Acanthodica daunus là một loài bướm đêm thuộc họ Noctuidae. Nó được tìm thấy ở México phía nam đến Costa Rica.